# Lorenzo (Nebraska)
Lorenzo je naseljeno područje za statističke svrhe u američkoj saveznoj državi Nebraska. Prema popisu stanovništva iz 2010. u njemu je živjelo 58 stanovnika.